# William Dudley Ward
William Dudley Ward (Londres, 14 de outubro de 1877 — Calgary, 11 de novembro de 1946) foi um político e velejador britânico, medalhista olímpico. Ele competiu nos Jogos Olímpicos de Verão de 1908 na classe 8 Metre e conquistou a medalha de bronze na disputa a bordo do Sorais com Philip Hunloke, Alfred Hughes, Frederick Hughes, George Ratsey e Constance Lewes.

## Início da vida
Dudley Ward nasceu em Londres, filho de William Humble Dudley Ward e bisneto de William Humble Ward, 10º Barão de Ward. Sua mãe era a Honorável Eugenie Violet Adele Brett, filha de William Brett, 1º Visconde Esher. Ele foi educado na Eton e na Trinity College. Em Cambridge, ele foi secretário da University Pitt Club.

## Atividade esportiva
Dudley Ward remou pela Cambridge University Boat Club na Boat Race em 1897, quando Oxford venceu, e como presidente do Cambridge University Boat Club (CUBC) ele remou nas equipes vencedoras de Cambridge nas corridas de barco de 1899 e 1900.
Na Henley Royal Regatta ele foi vice-campeão em Silver Goblets (evento de pares) em 1900 com Raymond Etherington-Smith. Sua equipe venceu a Stewards' Challenge Cup em 1901. Em 1902, ele ganhou a Grand Challenge Cup, a Stewards' Challenge Cup novamente e os Silver Goblets em parceria com Claude Taylor.
Nos Jogos Olímpicos de Verão de 1908, Dudley Ward era membro da tripulação do barco britânico Sorais, que conquistou a medalha de bronze na classe 8 Metre.

## Carreira política
Dudley Ward foi devolvido ao Parlamento por Southampton em 1906, cargo que ocupou até 1922, e serviu sob a gestão Herbert Henry Asquith como Tesoureiro da Royal Household de 1909 a 1912. Durante a Primeira Guerra Mundial, ele foi tenente Comandante da Reserva Voluntária da Marinha Real, embora isso possa ter sido um disfarce para seu trabalho de contra-espionagem para o Almirante Sir William Reginald Hall, da Divisão de Inteligência Naval.